# Івахново (Ленінградська область)
Івахново (рос. Ивахново) — присілок Бокситогорського району Ленінградської області Росії. Входить до складу Забор'євського сільського поселення.
Населення — 14 осіб (2012 рік). 